# A Názáreti Egyház gyűléseinek listája
A Názáreti Egyház Egyetemes Gyűlése az egyház legfontosabb gyűlése, amelynek összehívására 1895-től négyévente, az amerikai elnökválasztást követő évben szokott sor kerülni. Az Egyetemes Gyűlés során előadásokra, imagyűlésekre és kisebb műhelyek találkozójára kerül sor.
Az alábbi lista sorolja fel az 1895 óta megszervezett Egyetemes Gyűléseket.

## Egyetemes gyűlés
A Názáreti Egyház Egyházrendje a következőket mondja az egyetemes gyűlésről: "Az Egyetemes Gyűlés minden negyedik év  júniusában ül össze, abban az időpontban és azon a helyen, amelyet egy Egyetemes Gyűlési Bizottság határoz meg, melynek tagjai az egyetemes szuperintendensek és az Egyetemes Szuperintendensek Testülete által kiválasztott, az egyetemes szuperintendensekkel egyenlő számú személy. Az egyetemes szuperintendenseknek és az említett bizottságnak joga van arra, hogy súlyos, váratlan helyzetben megváltoztassa az Egyetemes Gyűlés időpontját és helyét." (302. cikkely)
| Év   | Dátum                       | Helyszín                | Épület                          | Házigazda kerület neve |
| ---- | --------------------------- | ----------------------- | ------------------------------- | ---------------------- |
| 1895 | október 30.                 | Los Angeles, California | Los Angeles First Church        | Southern California    |
| 1898 | —                           | Los Angeles, California | Los Angeles First Church        | Los Angeles            |
| 1905 | —                           | Los Angeles, California | Los Angeles First Church        | Los Angeles            |
| 1906 | október 3.                  | Los Angeles, California | Los Angeles First Church        | Los Angeles            |
| 1907 | április 9.                  | Brooklyn, New York      | ismeretlen                      | Metro New York         |
| 1907 | október 10.                 | Chicago, Illinois       | Chicago First Church            | Chicago Central        |
| 1908 | október 5–8.                | Pilot Point, Texas      | Pilot Point First Church        | Dallas                 |
| 1911 | —                           | Nashville, Tennessee    | ismeretlen                      | East Tennessee         |
| 1915 | november                    | Kansas City (Missouri)  | ismeretlen                      | Kansas City            |
| 1919 | —                           | Kansas City (Missouri)  | ismeretlen                      | Kansas City            |
| 1923 | szeptember 20. – október 2. | Kansas City (Missouri)  | ismeretlen                      | Kansas City            |
| 1928 | június 14–25.               | Columbus                | ismeretlen                      | Central Ohio           |
| 1932 | június 12–23.               | Wichita                 | ismeretlen                      | Kansas                 |
| 1936 | június 21–29.               | Kansas City (Missouri)  | ismeretlen                      | Kansas City            |
| 1940 | június 16–24.               | Oklahoma City           | ismeretlen                      | Northwest Oklahoma     |
| 1944 | június 18–23.               | Minneapolis             | ismeretlen                      | Minnesota              |
| 1948 | június 20–27.               | St. Louis, Missouri     | ismeretlen                      | Missouri               |
| 1952 | június 22–27.               | Kansas City (Missouri)  | ismeretlen                      | Kansas City            |
| 1956 | június 14–22.               | Kansas City (Missouri)  | ismeretlen                      | Kansas City            |
| 1960 | június 19–24.               | Kansas City (Missouri)  | ismeretlen                      | Kansas City            |
| 1964 | június 21–27.               | Portland, Oregon        | ismeretlen                      | Oregon Pacific         |
| 1968 | június 16–21.               | Kansas City (Missouri)  | ismeretlen                      | Kansas City            |
| 1972 | június 18–23.               | Miami Beach, Florida    | ismeretlen                      | Southern Florida       |
| 1976 | június 20–25.               | Dallas                  | Dallas Convention Center        | Dallas                 |
| 1980 | június 22–27.               | Kansas City (Missouri)  | Bartle Hall                     | Kansas City            |
| 1985 | június 23–28.               | Anaheim, California     | Anaheim Stadium                 | Anaheim                |
| 1989 | június 25–30.               | Indianapolis, Indiana   | Hoosier Dome                    | Indianapolis           |
| 1993 | július 25–30.               | Indianapolis, Indiana   | Hoosier Dome                    | Indianapolis           |
| 1997 | június 22–27.               | San Antonio (Texas)     | Alamo Dome                      | South Texas            |
| 2001 | június 24–28.               | Indianapolis, Indiana   | RCA Dome                        | Indianapolis           |
| 2005 | június 18–28.               | Indianapolis, Indiana   | RCA Dome                        | Indianapolis           |
| 2009 | június 24. – július 3.      | Orlando, Florida        | Orange County Convention Center | Central Florida        |